# 引路菩萨图
《引路菩萨图》是一幅于敦煌莫高窟藏经洞发现的唐代绢画，作者未知，1907年由英国考古学家斯坦因购入，现藏于英国大英博物馆第33号展厅。绢画高80.5厘米，宽53.8厘米，画面相当完整。

## 概述
画面以浅褐色为底，右上角有文字题记“引路菩”。菩萨右手持柄香炉，左手持莲花幢幡，唇上有蝌蚪状髭鬚。左上角有彩云围着的阁楼建筑，表示极乐世界。右边为往生的女信徒，身穿红色唐代贵妇服饰，身量是菩萨的三分之一，但尚不清楚身份。
引路菩萨是引导亡灵到西方极乐世界的菩萨，起源于净土信仰，可能为观世音菩萨。在敦煌发现的引路菩萨像有11幅。

## 其他版本
除此之外，敦煌藏经洞也发现了一些同题材的绢画，现保存在不同博物馆中。

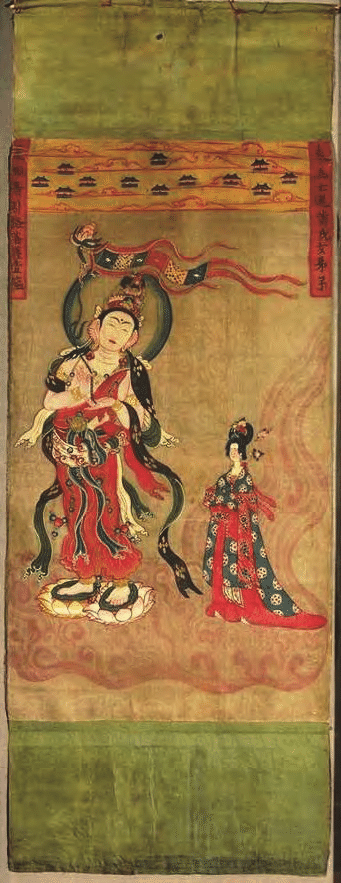
五代十国绢画，现藏法国吉美博物馆